# Э (кантон)
Э (фр. Eu) — кантон во Франции, находится в регионе Нормандия, департамент Приморская Сена. Входит в состав округа Дьеп.

## История
До 2015 года в состав кантона входили коммуны Баромениль, Вилли-сюр-Йер, Канеан, Криель-сюр-Мер, Кювервиль-сюр-Йер,  Ле-Мениль-Реом, Ле-Трепор, Лонгруа, Мельвиль, Мильбоск, Монши-сюр-Э, Пон-э-Маре, Сен-Мартен-ле-Гайар, Сен-Пьер-ан-Валь, Сен-Реми-Боскрокур, Сет-Мёль, Токвиль-сюр-Э, Туфревиль-сюр-Э, Флок, Э, Эншвиль и Эталонд.
В результате реформы 2015 года состав кантона был изменен. В его состав включены коммуны упраздненного кантона Бланжи-сюр-Брель.

## Состав кантона с 22 марта 2015 года
В состав кантона входят коммуны (население по данным Национального института статистики за 2018 г.):
- Базинваль (414 чел.)
- Баромениль (223 чел.)
- Бланжи-сюр-Брель (2 932 чел.)
- Виллер-су-Фукармон (190 чел.)
- Вилли-сюр-Йер (197 чел.)
- Гервиль (468 чел.)
- Данкур (229 чел.)
- Кампнёзвиль (477 чел.)
- Канеан (368 чел.)
- Криель-сюр-Мер (2 655 чел.)
- Кювервиль-сюр-Йер (200 чел.)
- Ле-Мениль-Реом (793 чел.)
- Ле-Трепор (4 723 чел.)
- Лонгруа (632 чел.)
- Мельвиль (264 чел.)
- Мильбоск (244 чел.)
- Монши-сюр-Э (590 чел.)
- Моншо-Соранг (643 чел.)
- Нель-Нормандёз (523  чел.)
- Обермениль-окс-Эрабль (201 чел.)
- Оден-о-Боск (571 чел.)
- Пон-э-Маре (814 чел.)
- Пьеркур (477 чел.)
- Реалькам (616 чел.)
- Ретонваль (190 чел.)
- Рьё (609 чел.)
- Сен-Леже-окс-Буа (493 чел.)
- Сен-Мартен-ле-Гайар (293 чел.)
- Сен-Мартен-о-Боск (256 чел.)
- Сен-Пьер-ан-Валь (1 096 чел.)
- Сен-Реми-Боскрокур (801 чел.)
- Сен-Рикье-ан-Ривьер (147 чел.)
- Сет-Мёль (186 чел.)
- Туфревиль-сюр-Э (210 чел.)
- Фальнкур (183 чел.)
- Флок (708 чел.)
- Фукармон (806 чел.)
- Э (6 771 чел.)
- Эншвиль (1 238 чел.)
- Эталонд (1 043 чел.)

## Политика
На президентских выборах 2022 г. жители кантона отдали в 1-м туре Марин Ле Пен 38,3 % голосов против 24,4 % у Эмманюэля Макрона и 15,1 % у Жана-Люка Меланшона; во 2-м туре в кантоне победила Ле Пен, получившая 59,1 % голосов. (2017 год. 1 тур: Марин Ле Пен – 33,2 %, Жан-Люк Меланшон – 19,5 %, Эмманюэль Макрон – 17,8 %, Франсуа Фийон – 16,5 %; 2 тур: Ле Пен – 53,0 %. 2012 год. 1 тур: Франсуа Олланд — 28,1 %, Марин Ле Пен — 24,1 %, Николя Саркози — 23,8 %; 2 тур: Олланд — 55,8 %. 2007 год. 1 тур: Саркози — 26,7 %, Сеголен Руаяль — 23,9 %; 2 тур: Руаяль — 51,1 %).
С 2021 года кантон в Совете департамента Приморская Сена представляют бывший член Регионального совета Нормандии Валери Гарро (Valérie Garraud) (Социалистическая партия) и мэр коммуны Ле-Трепор Лоран Жак (Laurent Jacques) (Коммунистическая партия).
|                | Кандидаты                    | Партия                   | Первый тур | Первый тур     | Второй тур | Второй тур |
| Кол-во голосов | Кандидаты                    | Партия                   | % голосов  | Кол-во голосов | % голосов  |            |
| -------------- | ---------------------------- | ------------------------ | ---------- | -------------- | ---------- | ---------- |
|                | Валери Гарро Лоран Жак       | Левый блок               | 4 049      | 43,87          | 4 757      | 55,32      |
|                | Жан-Клод Кено Мари-Пьер Тайё | Прочие                   | 2 739      | 29,68          | 3 842      | 44,68      |
|                | Арлет Белланже Патрис Мартен | Национальное объединение | 2 441      | 26,45          |            |            |

|                | Кандидаты                          | Партия             | Первый тур | Первый тур     | Второй тур | Второй тур |
| Кол-во голосов | Кандидаты                          | Партия             | % голосов  | Кол-во голосов | % голосов  |            |
| -------------- | ---------------------------------- | ------------------ | ---------- | -------------- | ---------- | ---------- |
|                | Мари Ле Верн Дидье Ренье           | Левый блоок        | 3 882      | 28,93          | 7 024      | 54,77      |
|                | Франсуаза Дюшоссуа Фредерик Коллас | Национальный фронт | 4 182      | 31,17          | 5 801      | 45,23      |
|                | Эрик Арну Изабель Ванданберг       | Правый блок        | 3 021      | 22,52          |            |            |
|                | Натали Вассёр Лоран Жак            | Левый фронт        | 1 879      | 14,00          |            |            |
|                | Арно Клер Синди Оркен              | Вставай, Франция   | 453        | 3,38           |            |            |